# Amer (Film)
Amer, auch Amer – ein Albtraum aus Angst und Begierde (DVD-Titel 2012) und Amer – Die dunkle Seite deiner Träume (DVD-Titel 2010), (Originaltitel: Amer) ist ein französisch-belgischer Thriller der Regisseure Hélène Cattet und Bruno Forzani aus dem Jahr 2009.
Der Film wird dem sogenannten Giallogenre zugeordnet und verfügt über Horrorelemente, ist aber kein klassischer Horrorfilm. Er enthält surreale Inszenierungen und nur wenige Dialoge – vielfach wird auch auf Musikuntermalung verzichtet. Zusätzliche Spannung wird mittels Perspektiven, Schnitten, Farbvariationen und Bildmontagen erzeugt. Der in drei Handlungsstränge gegliederte Episodenfilm listet in chronologischer Reihenfolge Szenen aus dem Leben der Protagonistin in verschiedenen Altersstufen auf – als Kind, als Jugendliche und als Erwachsene.
Das französische Wort amer bedeutet bitter.

## Handlung
In drei einzelnen Episoden werden Szenen aus dem Leben von Ana dargestellt:
- Kindheit: Ana wird mit Tod und Sexualität konfrontiert. Sie lebt mit ihren Eltern in einem großen Haus. Ihr Großvater ist gestorben und liegt in einem Zimmer aufgebahrt. Sie betrachtet die Leiche und nimmt die Uhr des Großvaters an sich. Eine verschleierte Person nähert sich von hinten und umklammert das Kind. Der Tote wird mit geöffneten Augen eingeblendet. Ana flieht und beobachtet anschließend ihre Eltern beim Beischlaf. Die Episode hat eine Länge von ca. 30 Minuten.
- Jugend: Ana begleitet ihre Mutter in das benachbarte Dorf. Die Inszenierungen sind betont erotisch, aber nicht vulgär oder sexistisch. Mit ungefähr 15 Minuten Länge ist diese Episode die kürzeste.
- Erwachsenenalter: Diese Episode nimmt die Hälfte der Filmdauer in Anspruch. Ana verlässt an einem Provinzbahnhof einen Zug und fährt mit einem Taxi zum Haus ihrer Eltern. Sie ist dort allein. Sie nimmt ein Bad und gerät in Panik. Im Schlaf berührt sie eine Hand. Sie erwacht und ihre Beine sind voller Blut. Ein Mann nähert sich nachts dem Haus. Es kommt zum Kampf. Ein Rasiermesser wird mehrfach blutig inszeniert – die Passagen sind zum Teil in Blautönen eingefärbt. Das Geschehen endet mit erotischen Fantasien.

Der Film erzählt keine durchgehende Geschichte. Die Handlung ist vielmehr sehr fragmentarisch und besteht aus einzelnen, hintereinander montierten Szenen, die jedoch eine chronologische Abfolge aufweisen. Es obliegt dem Betrachter, zu entscheiden, was Realität und was Halluzination der Protagonistin ist.

## Kritiken
Das Internetportal Cinema findet, das „fast ohne Sprache auskommende Meisterwerk visuell und akustisch erzeugter Atmosphäre“ sei sowohl „surreale Giallo-Hommage“ als auch „Filmkunstwerk“.
Das Portal negativ-film.de bemängelt die Handlung des Filmes und resümiert: „Die Regisseure Hélène Cattet und Bruno Forzani haben vielleicht keinen Giallo gedreht, sondern eine Liebeserklärung daran“. Ähnlich sieht es kriminalakte.wordpress.com und bemerkt zum Inhalt: „Als Spielfilm langweilt der surreale Experimentalfilm … zunehmend“.
Aus der Perspektive des Horrorfilmes kommentiert horrorpilot.com : „Amer liefert tolle Bilder, eine Atmosphäre, die zwischen Angst und latenter Wollust schwankt und den Einsatz eines Rasiermessers, der jedem Horrorfan Freudentränen in die Augen treibt, doch gleichzeitig ist der Film … teilweise einfach nur anstrengend.“
Das Internetportal schnittberichte.com kategorisiert: „Bei Amer handelt es sich letztendlich nicht um einen klassischen Giallo, bei dem die Aufdeckung einer Mordserie im Vordergrund steht. Als Neo-Giallo reduziert er dieses Genre auf seine wesentlichen Motive – Angst, Sexualität und Gewalt… “.

## Auszeichnungen
Die Produktion wurde mehrfach international nominiert und ausgezeichnet.  So gewannen Hélène Cattet und Bruno Forzani beim Montréal Festival of New Cinema im Jahr 2009 den Public’s Choice Award. Im Jahr 2012 wurde die Produktion für den Chainsaw Award nominiert.